# Medicina intensiva
La medicina intensiva es una especialidad médica dedicada al suministro de soporte vital o de soporte a los sistemas orgánicos en los pacientes que están críticamente enfermos, quienes generalmente también requieren supervisión y monitorización intensiva.
Los pacientes que requieren cuidados intensivos, por lo general también necesitan soporte para la inestabilidad hemodinámica (hipotensión o hipertensión), para las vías aéreas o el compromiso respiratorio o el fracaso renal, y a menudo los tres. Los pacientes ingresados en las unidades de cuidados intensivos (UCI), también llamadas unidades de vigilancia intensiva (UVI), que no requieren soporte para lo antedicho, generalmente son ingresados para la supervisión intensiva/invasora, habitualmente después de cirugía mayor.
Los especialistas en cuidados médicos intensivos se llaman intensivistas. Existen dos modelos fundamentales de acceso a la especialidad. En algunos países, esta especialidad es asumida por anestesiólogos, cardiólogos, neumólogos, internistas o cirujanos, generalmente tras un periodo complementario de formación en los conocimientos y habilidades propios de la Medicina Intensiva. En otros países como España existe la especialidad de Medicina Intensiva como tal, con una formación específica horizontal que cubre los distintos aspectos del paciente crítico.
Los cuidados intensivos generalmente solo se ofrecen a los pacientes cuya condición sea potencialmente reversible y que tengan posibilidad de sobrevivir con la ayuda de los cuidados intensivos. Puesto que los enfermos críticos están cerca de la muerte, el resultado de esta intervención es difícil de predecir. En consecuencia, mueren todavía muchos pacientes en las unidades de cuidados intensivos. Un requisito previo a la admisión en una unidad de cuidados intensivos es que la condición subyacente pueda ser superada. Por lo tanto, el tratamiento intensivo solo se utiliza para ganar tiempo con el fin de que la aflicción aguda pueda ser resuelta.
Algunos estudios médicos sugieren una relación entre el volumen de la Unidad de Cuidados Intensivos (UCI) y la calidad del cuidado al enfermo crítico ventilado mecánicamente. Después de ajustar los factores: gravedad de la enfermedad, variables demográficas, y características de las UCI (incluyendo personal intensivista), un volumen de una UCI más grande fue claramente asociado a índices más bajos de mortalidad en la UCI y en el hospital.

## Sistemas orgánicos
La medicina intensiva suele utilizar una aproximación al tratamiento de sistema por sistema, antes que una aproximación de tipo SOAP (subjetivo, objetivo, análisis, plan) más propio de los tratamientos de alta dependencia. Los nueve sistemas orgánicos clave (véase abajo) son considerados uno a uno sobre la base observación-intervención-impresión para producir un plan diario. Además de los nueve sistemas clave, el tratamiento en cuidados intensivos también incluye otros ámbitos de intervención como la salud psicológica, puntos de presión, movilización y fisioterapia, e infecciones secundarias.
Los nueve sistemas clave en medicina intensiva son: el sistema cardiovascular, el sistema nervioso central, el sistema endocrino, el tracto gastrointestinal (y la condición nutricional), hematología, microbiología (incluyendo el estado séptico), las periferias (y la piel), renal (y metabólico), sistema respiratorio.
El suministro de cuidados intensivos se administra generalmente en una unidad especializada de un centro hospitalario llamada Unidad de Cuidados intensivos (UCI) o Unidad de Vigilancia Intensiva (UVI). Muchos hospitales han destinado áreas de cuidados intensivos para ciertas especialidades médicas, tales como la Unidad de Cuidados Coronarios, la Unidad de Cuidados Intensivos Médica , la Unidad de Cuidados Intensivos Quirúrgica, la Unidad de Cuidados Intensivos Pediátrica, Unidad de Cuidados Intensivos Neurológica, Unidad de Cuidados Intensivos Neonatal, Unidad de Recuperación Nocturna Intensiva, y otras unidades, según el dictado de las necesidades y de los recursos disponibles de cada hospital. El nombre no está rígidamente estandarizado. A principios de la década de 1960 no estaba claro que fueran necesarias unidades de cuidados intensivos especializadas. Los recursos de cuidados intensivos eran trasladados a la habitación del paciente que necesitaba recursos y cuidados de enfermería adicionales. Rápidamente se evidenció que un espacio fijo donde estuvieran disponibles tanto el material como el personal especializado en medicina intensiva, proporcionaba una mejor atención al enfermo crítico que la administración de cuidados intensivos ad hoc esparcidos por el hospital.

## Equipo y sistemas
El equipo común en una unidad de cuidados intensivos (UCI) incluye aparatos de ventilación mecánica para asistir a la respiración mediante un tubo endotraqueal o una traqueotomía; equipos de hemofiltración para fracaso renal agudo, equipo de monitorización cardiovascular avanzados (líneas arteriales y catéteres de Swan Ganz); vías endovenosas para infusiones farmacológicas o para nutrición parenteral total, tubos nasogástricos, bombas de succión, drenajes y catéteres; y una amplia gama de fármacos incluyendo fármacos vasoactivos (inotrópicos por ejemplo), sedantes, antibióticos de amplio espectro y analgésicos.

## Médicos e Intensivistas
El “modelo español” de Medicina Intensiva, similar al de algunos otros países, se caracteriza por:
1)Considerar que la práctica de la Medicina Intensiva requiere poseer un conjunto específico de conocimientos, habilidades y aptitudes. Aunque muchos de estos rasgos son comunes con otras disciplinas clínicas, es la integración simultánea de todos ellos el que define el perfil profesional del especialista en Medicina Intensiva.
2)Este cuerpo doctrinal y las habilidades y destrezas necesarias para el desempeño de la especialidad deben adquirirse bajo un programa de formación específico supervisado y avalado oficialmente por las autoridades sanitarias y académicas, que en España existe desde el año 1978 y está integrado en el sistema MIR (“Médicos Internos y Residentes”), única vía legal para la especialización médica en España.
3)La práctica profesional de la Medicina intensiva exige la dedicación a tiempo completo a los pacientes integrados en su ámbito de actuación, siendo compatible con la labor docente y de investigación, pero no con las actividades profesionales de otras especialidades médicas, pues dada la complejidad de la medicina actual y la rapidez con que se suceden los avances científicos, no es posible estar preparado para ejercer actividades dispares con las máximas garantías.
En Europa, a excepción de España y Suiza, la especialidad de Medicina Intensiva no es una especialidad independiente o primaria, sino multidisciplinaria. A partir de especialidades como Anestesiología, Medicina Interna, Neumología, Cirugía, etc., tras un periodo de formación específico se adquieren las competencias necesarias para ejercer la especialidad. La Comisión Conjunta Multidisciplinaria, (“Multidisciplinary Joint Committee of Intensive Care Medicine”) establece que la Medicina Intensiva combina la actividad coordinada y en colaboración de médicos, enfermeros y otros profesionales en la asistencia a los pacientes con fallo de uno o varios órganos que supone riesgo vital, lo que incluye la estabilización después de intervenciones quirúrgicas graves. Implica un manejo continuo (24 horas) que incluye la monitorización, el diagnóstico, el soporte de las funciones vitales comprometidas y el tratamiento de las enfermedades subyacentes.
Son ámbitos de actuación de la Medicina Intensiva las unidades de cuidados intensivos, tanto las polivalentes como las dedicadas a una patología específica, médicas y quirúrgicas, y otras áreas del Sistema Sanitario donde existan pacientes gravemente enfermos que requieran una atención integral, tales como las áreas de Urgencias y Emergencias, y las Unidades de Cuidados Intermedios, e igualmente el ámbito extrahospitalario, el transporte del paciente grave o la atención sanitaria en las situaciones de catástrofes. Ello hace que la responsabilidad de los Servicios de Medicina Intensiva no se circunscribe al ámbito de las UCI, sino que se extiende allá donde haya un paciente crítico.
Los médicos que ejercen en una unidad de cuidados intensivos, han sido históricamente los mismos médicos que cuidaban del paciente antes de transferirlo a la UCI. En muchos casos son los servicios de Anestesiología y Reanimación quienes se encargan del cuidado de los pacientes críticos, generalmente después de intervenciones quirúrgicas. Actualmente en los hospitales hay un grupo especial de médicos que ejercen en la UCI, conocidos como Intensivistas.
La gestión de pacientes en cuidados intensivos difiere significativamente entre países. En Australia, dónde la Medicina intensiva es una especialidad bien establecida, las UCIs son descritas como 'cerradas'. En una unidad cerrada el especialista en cuidados intensivos adquiere el papel de médico principal y el doctor primario del paciente actúa como médico consultor. En países como España, donde existe una especialidad en Medicina Intensiva, las UCIs también son cerradas y en la mayoría de Hospitales son los intensivistas los encargados del manejo de los pacientes críticos. Otros países tienen unidades de cuidados intensivos 'abiertas', donde el doctor primario elige admitir y toma las decisiones. Hay una creciente evidencia de que las unidades de cuidados intensivos cerradas ocupadas por Intensivistas proporcionan mejores resultados para los pacientes.

## Historia

### Florence Nightingale
"El concepto de cuidados intensivos" : La Unidad de Cuidados Intensivos fue diseñada como una unidad de seguimiento de pacientes graves por la enfermera Florence Nightingale.
En 1854 comenzó la guerra de Crimea en la que Inglaterra, Francia y Turquía declararon la guerra a Rusia. En malas condiciones, la tasa de mortalidad alcanzó el 40% entre los soldados hospitalizados.
Florence y más de 38 voluntarios capacitados por ella se dedicaron a atender a los soldados heridos. La incorporación a la atención intensiva bajó la mortalidad a un 2%. Respetada y querida, fue la referencia entre los combatientes y figura importante de la decisión. Estableció las directrices y el camino a la enfermería y la Terapia Intensiva moderna.

### Walter Edward Dandy
Walter Edward Dandy nació en Sedalia, Missouri. Recibió su graduación en 1907 a través de la Universidad de Misuri y su doctorado en 1910 por la Universidad Johns Hopkins y la Facultad de Medicina. Dandy trabajó un año con el Dr. Harvey Cushing en el Laboratorio de Hunterian Johns Hopkins antes de iniciar su internado e hizo su residencia en el Hospital Johns Hopkins. Trabajó en la Facultad del Johns Hopkins en 1914 y se mantuvo hasta su muerte en 1946. Una de las más importantes contribuciones a la neurocirugía fue el método de la ventriculografía aérea, en la que el fluido cerebroespinal se sustituye por aire para formar la imagen de rayos X del espacio ventricular del cerebro. Esta técnica fue un gran éxito en la identificación de los cambios y las lesiones cerebrales. Dr. Dandy también fue pionero en el avance de las operaciones neuroquirúrgicas, de la neuralgia del glosofaríngeo y del síndrome de Menière, y publicó estudios que demostraron la hernia del núcleo pulposo como causa de la neuralgia ciática. Fundó la primera UTI en el mundo en la ciudad de Boston con 3 camas neuro-pediátricas en el año 1926.

### Peter Safar
Peter Safar, el primer médico intensivista, nació en Austria. Era hijo de médicos, y emigró a los Estados Unidos después de permanecer en un campo de concentración nazi. Se graduó de médico anestesiólogo y en la década de 1950 estimuló la atención de la emergencia. Propuso la secuencia del ABC primario en la reanimación, creando la técnica del boca a boca, respiración artificial y masaje cardíaco externo. Para estos experimentos tuvo su equipo de voluntarios que fueron sometidos a sedación mínima. Sin embargo, a través de experimentos, como resultado de los pacientes críticos para mantener los métodos técnicos de vida extraordinaria. En la ciudad de Baltimore, estableció la primera Unidad de Cuidados Intensivos de EE. UU en 1962. Inició los primeros estudios de inducción de la hipotermia en pacientes en estado crítico. Fundó la Asociación Mundial de Medicina de Urgencias y fue cofundador de la SCCM (Society of Critical Care Medicine), que fue presidente en 1972.

## Otras especialidades médicas
| - Alergología - Análisis clínicos* - Anatomía patológica - Anestesiología y reanimación - Angiología Cirugía Vascular - Aparato digestivo - Bioquímica clínica* - Cardiología - Cirugía Cardiovascular - Cirugía General y del Aparato Digestivo - Cirugía Ortopédica y Traumatología - Cirugía Pediátrica - Cirugía Plástica - Cirugía torácica - Cirugía Oral y Maxilofacial - Cirugía Vascular Periférica o Flebología - Dermatología | - Endocrinología y nutrición - Farmacología clínica* - Geriatría - Obstetricia y ginecología - Hematología - Inmunología* - Medicina aeronáutica - Medicina deportiva - Medicina de emergencia - Medicina de la Adicción - Medicina Familiar o Medicina Familiar y Comunitaria - Medicina interna - Medicina forense - Medicina nuclear - Medicina preventiva y salud pública - Microbiología y parasitología* - Nefrología | - Neumología - Neurocirugía - Neurofisiología clínica - Neurología - Odontología - Oftalmología - Oncología - Ortopedia - Otorrinolaringología - Pediatría - Podología - Proctología - Psiquiatría - Radiología - Rehabilitación - Reumatología - Traumatología - Urología |
| Subespecialidades/Otras/Miscelánea: Andrología - Informática Biomédica | | |
| A las especialidades marcadas con un asterisco (*) es mejor llamarlas "especialidades sanitarias" o "especialidades de las ciencias de la salud", ya que están compartidas con las licenciaturas de biología, bioquímica, farmacia y química. | | |